# Хронология вторжения России на Украину (апрель 2025)
Эта статья является частью хронологии широкомасштабного вторжения РФ на Украину и описывает события, произошедшие в апреле 2025 года.

## 1 апреля
По данным ВВС Украины, ночь на 1 апреля стала первой в 2025 году, когда российская армия не совершала массированной атаки Украины беспилотниками. Однако были запущены две авиационные ракеты Х-59/69, которые удалось сбить. Минобороны РФ заявило о перехвате трёх украинских беспилотников над Брянской областью.

## 2 апреля
В ходе боёв за Торецк ВС РФ захватили Александрополь, расположенный юго-западнее города. ВС РФ также захватили Лобковое (Запорожская область).
Российский удар баллистической ракетой по Кривому Рогу. Пострадало предприятие и жилые дома. По данным местных властей, погибли 4 человека и пострадали 10.
В ночь на 2 апреля российская армия, по данным ВВС Украины, ударила по Украине 74 беспилотниками, из которых 41 удалось сбить. В Запорожской области погиб человек и ранены двое. Массированная атака беспилотниками Харькова; сообщалось не менее чем о 10 взрывах. Украинский беспилотник попал в дом в Таганроге.
Российская Госдума приняла в первом чтении несколько законопроектов для «защиты суверенитета России». Один из них расширяет основания для объявления людей «иностранными агентами», второй разрешает заочные суды против находящихся за границей лиц, среди прочего, за «фейки» и «дискредитацию» армии, третий вводит лишение свободы на срок до семи лет за «корыстное содействие» международным организациям, в которых не участвует РФ.

## 3 апреля
Российский удар беспилотниками по Харькову. По данным местных властей, погибли 5 человек и пострадали 32.

## 4 апреля
Российский ракетный удар по Кривому Рогу: баллистическая ракета ударила по жилому микрорайону. Погибли 20 человек (в том числе 9 детей) и пострадали более 70. Повреждены 44 многоэтажных и 23 частных дома, 8 учреждений образования и культуры, 26 объектов бизнеса, административное здание и прочее. Министерство обороны РФ заявило о высокоточном ударе «по месту проведения совещания с командирами соединений и западными инструкторами».
Незадолго до полуночи по городу был нанесён дополнительный удар беспилотниками. Возникли пожары, были повреждены рельсы и контактная сеть. Погибла 56-летняя женщина, сгорев в частном доме; пострадали 7 человек.
В Кривом Роге был объявлен трёхдневный траур с 7 по 9 апреля. 6 апреля было объявлено днём траура по всей Украине.
В Киевской области беспилотники поразили парковку и автосалон в Броварском районе. Повреждены около 30 автомобилей, пострадали два человека.
По данным ВВС Украины, всего в ночь на 4 апреля российская армия запустила по Украине 78 беспилотников, из которых удалось сбить 42. Российское Минобороны заявило об уничтожении над российской территорией 107 украинских беспилотников. В московских аэропортах временно ограничивали работу, о жертвах и разрушениях не сообщалось.

## 5 апреля
В ходе боёв за Покровск ВС РФ заняли Солёное (расположено юго-западнее Покровска).

## 6 апреля
В ночь на 6 апреля, по данным ВВС Украины, российская армия ударила по Украине 109 беспилотниками, 17 крылатыми и 6 баллистическими ракетами. 12 крылатых ракет, одну баллистическую и 40 беспилотников, как сообщается, удалось сбить; ещё 53 беспилотника (имитатора) были локационно потеряны без негативных последствий.
Сообщается о разрушениях в Киеве и ряде областей: Киевской, Сумской, Харьковской, Хмельницкой, Черкасской и Николаевской. В Киеве погиб человек и ранены ещё трое. В нескольких районах города возникли пожары. Повреждены здания, где находились редакции каналов украинского вещания на иностранную аудиторию.

## 10 апреля
Российский ракетный удар по предприятию в городе Днепр, производящему товары для дома и личной гигиены. Погиб один человек и пострадали 8.

## 11 апреля
Спецпосланник президента США по Ближнему Востоку Стив Уиткофф встретился с президентом РФ Владимиром Путиным. Пресс-служба Кремля заявила, что встреча посвящена «аспектам украинского урегулирования».

## 12 апреля
Российская ночная атака Украины беспилотниками. По данным ВВС Украины, было запущено 88 беспилотников, из которых 56 удалось сбить и ещё 24 не достигли целей. Пострадали Днепропетровская, Донецкая, Киевская, Одесская и Харьковская области, а также Киев.
В Киеве, по данным местных властей, пострадали три человека. Разрушен частный дом, загорелись три склада. Один сбитый беспилотник упал на спортплощадку. В Киевской области повреждены склады и 9 частных домов. В Харькове два «Шахеда» попали на территорию гражданского предприятия, ранен один человек.
Reuters со ссылкой на бывшего сотрудника западной разведки сообщил, что в тылу воюющих с Украиной российских войск есть военные офицеры Китая, которые находятся там с одобрения властей КНР для получения боевого опыта. Кроме того, около 200 граждан Китая воюют на стороне РФ без каких-либо связей с китайскими властями. По словам американских чиновников, подготовка этих солдат минимальна, и заметного влияния на военные операции они не оказывают.

## 13 апреля
Ночная российская атака беспилотниками Украины. По данным ВВС Украины, были запущены 55 беспилотников, из которых 43 были перехвачены. По данным Минобороны РФ, было перехвачено 13 украинских беспилотников.
Около 10:00, в день Вербного воскресения, российские военные нанесли ракетный удар по центру города Сумы. Погибли 35 человек и пострадали 129. По информации ряда украинских источников и свидетельству солдата 117 ТРО ВСУ, в день ударов в Сумах было запланировано награждение военнослужащих.

## 16 апреля
ВС РФ в ходе боёв в Курской области освободили Свято-Николаевский монастырь.

## 17 апреля
Министерство обороны РФ заявило о взятии Преображенки (расположена юго-западнее Новопавловки). По оценкам Института изучения войны, населённый пункт был занят ВС РФ ещё 29 марта.

## 18 апреля
Российский ракетный обстрел Харькова. По данным генпрокурора Украины, было выпущено три баллистических ракеты «Искандер-М». По словам мэра города, повреждены не менее 20 многоквартирных и 30 частных домов, учебное заведение и автомобили. Один человек погиб, не менее 113 ранены.
Украина сообщила о получении 909 тел своих погибших военнослужащих в результате обмена с Россией.

## 19 апреля
Президент РФ Владимир Путин заявил о введении пасхального перемирия с 18:00 19 апреля до 00:00 21 апреля. Президент Украины Владимир Зеленский написал, что «Украина будет действовать зеркально — так, как будет с российской стороны. Тишина в ответ на тишину, удары в защиту от ударов», а также предложил продлить перемирие «по окончании пасхального дня 20 апреля».
Обмен пленными между Украиной и Россией при посредничестве ОАЭ. Россия получила 261 человека, Украина — 277.

## 21 апреля
Ночная массированная российская атака Украины беспилотниками. По данным ВВС Украины, было запущено 96 ударных беспилотников и имитаторов. 42 ударных беспилотника, как сообщается, удалось сбить, а 47 беспилотников были «локационно потеряны без негативных последствий». Кроме того, была запущена ракета по Херсонской области и две — по Николаевской.

## 22 апреля
По информации главы Одесской военно-гражданской администрации Олега Кипера, ВС РФ нанесли удары БПЛА по Одессе. Повреждены жилые дома, учебные заведения, транспорт и гражданская инфраструктура. Были ранены 3 человека.

## 23 апреля
Российский удар беспилотником по автобусу в Марганце (Днепропетровская область). По данным местных властей, 9 человек погибли и 51 пострадал. По словам Владимира Зеленского, автобус вёз рабочих горно-обогатительного комбината. В Марганце объявили трёхдневный траур.
В ночь на 23 апреля российская армия атаковала беспилотниками Днепропетровскую область (по данным местных властей, пострадали два человека), Полтавскую область (ранены 6 человек), Одесскую область (пожары, двое раненых) и Киевскую область (пожары, без пострадавших).
В ходе боёв за Торецк ВС РФ захватили Сухую Балку.

## 24 апреля
В результате российских ударов по Киеву ракетами и БПЛА, по информации местных властей, погибли 13 человек и пострадали 90. Разрушен жилой дом и повреждён ещё ряд зданий. Ущерб зафиксирован в 6 из 10 районов города. Минобороны РФ заявило, что были нанесены удары по предприятиям, производящим порох и ракетное топливо, а также по объектам авиационной, машиностроительной и бронетанковой и ракетно-космической отраслей.
Следующий день в Киеве объявлен днём траура. Удар стал причиной отмены части программы визита Владимира Зеленского в ЮАР.
По Харькову, по данным местных властей, было выпущено 14 беспилотников и 10 ракет. Повреждены дома, поликлиника, школа и прочее; госпитализирован один человек. В Запорожье повреждены две многоэтажки.

## 26 апреля
Валерий Герасимов заявил, что ВС РФ освободили Курскую область от ВСУ, заняв Горналь. Генштаб Украины заявил, что неуказанная часть территории области всё ещё находится под контролем украинских военнослужащих. Институт изучения войны зафиксировал продвижение ВС РФ в Горнале.
ВС РФ освободили Поповку (Белгородская область).

## 28 апреля
Владимир Путин объявил о прекращении огня на Украине с 8 по 10 мая в связи с празднованием 80-летия Победы в Великой Отечественной войне.
КНДР официально признала участие своих военных в боях в Курской области. В этот же день Путин в ходе своего выслупления также признал участие войск КДНР в боях в Курской области. При этом ранее и Россия, и КНДР отрицали участие армии КДНР в войне против Украины.

## 30 апреля
ВС РФ заняли село Новое (недалеко от Лимана).